# روبن داریو اینسوا
روبن داریو اینسوا (انگلیسی: Rubén Darío Insúa؛ زادهٔ ۱۷ آوریل ۱۹۶۱) بازیکن فوتبال و مربی فوتبال اهل آرژانتین است.
از باشگاه‌هایی که در آن بازی کرده‌است می‌توان به باشگاه ورزشی سن لورنسو آلماگرو، باشگاه اتلتیکو ایندپندینته، باشگاه فوتبال لاس پالماس، باشگاه فوتبال استودیانتس، باشگاه ورزشی بارسلونا، باشگاه ورزشی دیپورتیوو کالی،اشاره کرد.
وی همچنین در تیم ملی فوتبال آرژانتین بازی کرده‌است.